# Paul J. Weitz
Paul Joseph Weitz (* 25. Juli 1932 in Erie, Pennsylvania; † 22. Oktober 2017 in Flagstaff, Arizona) war ein US-amerikanischer Astronaut.

## Beginn der Karriere
Der Vater von Weitz war während des Zweiten Weltkriegs Bootsmann in der US-Marine, so kam Weitz schon früh mit dem Militär in Berührung. Schon als Schüler wollte er Marineflieger werden.
Er schloss 1949 die Harborcreek High School in Harborcreek, Pennsylvania, ab. Danach studierte er mit einem Stipendium der Marine an der öffentlichen Pennsylvania State University Luftfahrttechnik und erhielt 1954 einen Bachelor.
Weitz trat in die US Navy ein und tat ein Jahr Dienst auf dem Zerstörer USS John A. Bole, bevor er zum Marinepiloten ausgebildet wurde. Danach arbeitete er als taktischer Ausbilder in Florida und als Projektoffizier in Kalifornien, wo er Luft-Boden-Waffen erprobte. Auf Initiative der Marine setzte er ab 1962 sein Luftfahrttechnik-Studium an der Naval Postgraduate School im kalifornischen Monterey fort, wo er unter anderem die späteren Astronauten Eugene Cernan, Ronald Evans und Jack Lousma traf. Seinen Mastergrad erreichte er 1964.
Danach nahm Weitz seinen Militärdienst wieder auf. Er wurde den „Four Runners“, dem 4. Kampfgeschwader, zugeteilt, das auf Whidbey Island (Washington) stationiert war. Während des Vietnamkrieges flog er mit seiner Staffel Einsätze mit dem Bomber A-3B „Skywarrior“.

## Astronautentätigkeit

### Unterstützung bei den Mondmissionen
Weitz kam mit der 5. Astronautengruppe im April 1966 zur NASA. Noch während seiner Grundausbildung fungierte er für das Apollo-Programm als technischer Berater und arbeitete am Entwurf des Experimentenpakets ALSEP mit. Im April 1969 wurde er der Unterstützungsmannschaft von Apollo 12 zugeteilt. Unter anderem arbeitete er dabei als Verbindungssprecher (Capcom).

### Skylab
Nach dem Flug von Apollo 13 wurde Weitz 1970 dem Apollo Application Program (AAP) zugeteilt, das zu dieser Zeit als einziges Projekt an der Raumstation Skylab arbeitete. Für Weitz bedeutete das, dass er aller Wahrscheinlichkeit nach nicht zu einem Mondflug kommen würde. Wiederum arbeitete er an Entwurf und Entwicklung eines Experimentenpakets mit, dieses Mal am Earth Resources Experiment Package (EREP).
Am 19. Januar 1972 wurde Weitz offiziell als Pilot für Skylab 2 eingeteilt, die erste Besatzung der neuen Raumstation. Ein Weltraumausstieg war für ihn dabei nicht vorgesehen.
Zusammen mit Pete Conrad, der das Unternehmen Skylab 2 leitete, und Joe Kerwin brach Weitz Ende Mai 1973 als Pilot der ersten Besatzung zur Raumstation auf. Während der ersten Hälfte des vierwöchigen Fluges mussten die drei Astronauten die beim Start beschädigte Station in einen bewohnbaren Zustand bringen. Noch bevor das Trio die Station betreten konnte, führte Weitz einen Außenbordeinsatz durch, um einen Solarzellenausleger zu entfalten. Er stand dabei in der geöffneten Luke der Apollo-Kommandokapsel, während Kerwin ihn an den Beinen hielt und Conrad das Raumschiff manövrierte. Dieser Versuch musste nach 40 Minuten jedoch aufgegeben werden.
Erst danach konnten sie darangehen, sich ihrer ursprünglichen Aufgabe (wissenschaftliche Forschung) zu widmen. Gegen Ende des Fluges verließ Weitz mit Conrad die Station, um Filmkassetten zu wechseln. Ursprünglich war Kerwin für diesen Einsatz vorgesehen gewesen, doch dieser hatte zugunsten von Weitz verzichtet.
Mit ihrer Landung Ende Juni hatten die drei mit 28 Tagen einen neuen Langzeitrekord in der bemannten Raumfahrt aufgestellt, der allerdings schon kurz darauf von der Skylab-3-Mannschaft übertroffen wurde.

### LANDSAT
Nach Abschluss des Skylab-Programms arbeitete Paul Weitz etwa ein Jahr lang als Berater für eine Anwendung der Landsat-Satelliten. Das Ziel des Projektes LACIE (Large Area Crop Inventory Experiment) war die Vorhersage und Erfassung der Getreideproduktion durch Satellitenbeobachtung.

### Space Shuttle
Ab 1975 arbeitete Weitz am Space-Shuttle-Projekt mit, der nächsten Generation bemannter Raumfahrzeuge der USA. Es vergingen aber noch einmal acht Jahre, bis er eine Gelegenheit erhielt, mit einer Raumfähre zu fliegen.
STS-6 war Weitz’ zweite und letzte Mission. Es war der Jungfernflug des Orbiters Challenger und fand im April 1983 statt. Weitz leitete als Kommandant den Flug mit drei weiteren Besatzungsmitgliedern, die jeweils ihren Erstflug absolvierten. Hauptaufgabe des Unternehmens war das Aussetzen von TDRS-1, einem NASA-eigenen Nachrichtensatelliten, und die Erprobung der neuen Raumanzüge beim ersten amerikanischen Weltraumausstieg seit Skylab.

## Management-Karriere bei der NASA
Schon vor seinem Shuttleflug wurde Weitz zum stellvertretenden Leiter des Astronautenbüros ernannt, wo er unter John Young arbeitete. Während Youngs Vorbereitung für seinen Flug STS-9 musste Weitz ihn fast vollständig ersetzen.
Dem schloss sich ein Wechsel in die Führungsebene des Johnson Space Centers (JSC) an. Er wirkte als technischer Berater des JSC-Direktors, bis er 1987 zum Vize-Direktor des JSC in Houston ernannt wurde. Da sein Chef Aaron Cohen viel Zeit im NASA-Hauptquartier in Washington verbrachte, führte Weitz das JSC zeitweise alleine. Als Cohen im August 1993 die NASA verließ, war Weitz auch offiziell kommissarischer Leiter des JSC, bis Carolyn Huntoon im Januar 1994 dieses Amt übernahm. Im Mai 1994 ging Paul Weitz in den Ruhestand. Im Oktober 1997 wurde er in die Astronaut Hall of Fame aufgenommen.

## Persönliches
Paul Weitz war verheiratet und hatte zwei Kinder. Im Oktober 2017 starb er im Alter von 85 Jahren in seinem Haus in Arizona, nachdem bei ihm das myelodysplastische Syndrom diagnostiziert worden war.